# La grande notte
La grande notte (The Big Night) è un film del 1951 diretto da Joseph Losey e tratto dal romanzo di Stanley Ellin Dreadful Summit (1948), pubblicato in Italia col titolo Notte fatale.

## Trama
Un adolescente di diciassette anni si impossessa di una pistola per portare a termine una terribile vendetta, mettendosi alla disperata ricerca dell'uomo che ha picchiato suo padre.